# Kaisten (Wasserlosen)
Kaisten ist ein Gemeindeteil der Gemeinde Wasserlosen im Landkreis Schweinfurt (Unterfranken, Bayern).

## Geographie
Nachbarorte des Kirchdorfes sind im Norden Rütschenhausen, im Nordosten Brebersdorf, im Südosten Egenhausen, im Süden Vasbühl, im Südwesten Schwebenried, im Westen Burghausen, im Nordwesten Schwemmelsbach und Wülfershausen. Durch Kaisten verläuft der Fränkische Marienweg.

## Geschichte
Kaisten wurde das erste Mal 1050 urkundlich erwähnt.
Am 1. Mai 1978 wurde die Gemeinde in die Gemeinde Wasserlosen eingegliedert.

## Ortspartnerschaften
- Mit Kaisten in der Schweiz gibt es seit 1982 eine Partnerschaft.

## Kultur und Sehenswürdigkeiten

### Sehenswürdigkeiten

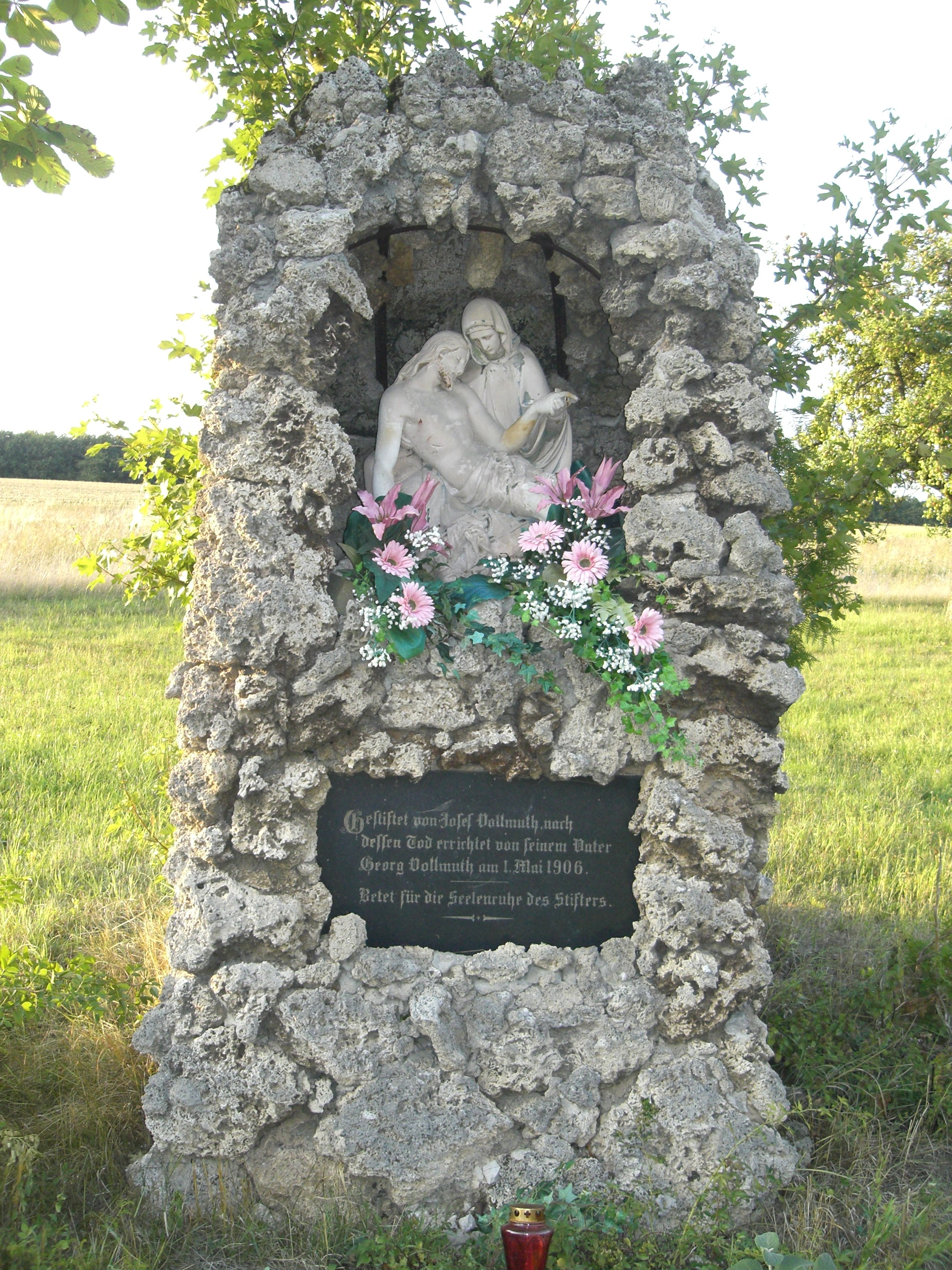
Bildstock

- Kuratiekirche St. Vitus
- Bildstöcke

### Vereine
- Freiwillige Feuerwehr
- Eigenheimer

### Bauwerke
- Pfarrheim

### Regelmäßige Veranstaltungen
- Kirchweih im November (Der heilige Vitus ist der Kirchenpatron)
- Straßenfest im Sommer

## Wirtschaft und Infrastruktur
- Wasserbeschaffungsverband Kaistener Gruppe